# Henri Ziegler
Henri Ziegler (* 18. November 1906 in Limoges, Frankreich; † 24. Juli 1998 in Paris) war ein französischer Flugzeugingenieur, Manager und Widerstandskämpfer der Résistance. Er war 1970 maßgeblich an der Gründung der EADS, Vorgängergesellschaft der Airbus SE, beteiligt und war deren erster Vorstandsvorsitzender.

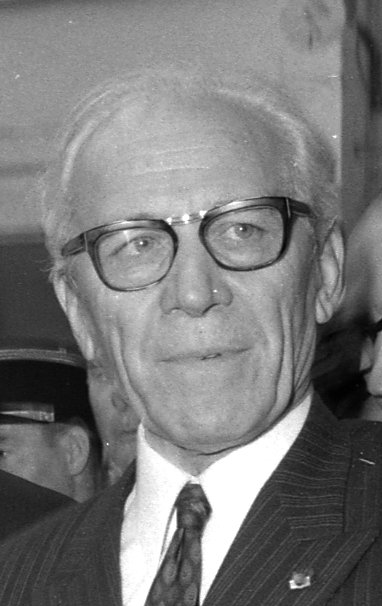
Henri Ziegler (1971)

Zieglers Eltern stammen aus Deutschland. Er war der Vater von Bernard Ziegler, Chefpilot bei Airbus, und Michel Ziegler, Gründer von Air Alpes.

## Berufsleben
Ziegler war Absolvent der École polytechnique und des Instituts Supaéro. Nach dem Studium schlug er eine Offizierslaufbahn bei den Französischen Luftstreitkräften ein. Er war zunächst Testpilot, danach arbeitet er im französischen Luftfahrtministerium. Während des Zweiten Weltkriegs war er im Vichy-Regime mit verschiedenen Verwaltungsaufgaben betraut, zugleich war er unter dem Decknamen „Colonel Vernon“ in der französischen Widerstandsbewegung FFI aktiv. Anfang 1944 flüchtete er ins Ausland und schloss sich in Großbritannien den Freien Französischen Streitkräften FFL unter General Pierre Kœnig an. Wenige Tage nach dem D-Day war er u. a. an dem Fallschirmeinsatz „Opération Cadillac“ beteiligt.
1946 wechselte Ziegler zur staatlichen Fluggesellschaft Air France, dessen Leitung er von 1948 bis 1954 übernahm. Nach einer Tätigkeit in der Ministerialverwaltung ging er 1956 zum Flugzeughersteller Breguet. Er erkannte die Notwendigkeit zur verstärkten Kooperation in der europäischen Flugzeugindustrie. So war der Seefernaufklärer Atlantic das Ergebnis einer Kooperation mit mehreren europäischen Wettbewerbern. Er begann eine Zusammenarbeit mit British Aircraft Corporation zum Projekt Jaguar und später mit Dornier zum Alpha Jet. 1968 wechselte er als Vorstandsvorsitzender zum französischen Luftfahrtunternehmen Sud Aviation. Dort verfolgte er verstärkt das Ziel einer Konzentration der europäischen Luftfahrtindustrie, um deren internationale Wettbewerbsfähigkeit zu stärken und abzusichern.
Ziegler verantwortete zusammen mit British Aircraft Corporation das Projekt Concorde. 1970 fusionierten in Frankreich Sud Aviation, Nord Aviation und SÉREB zur SNIAS, die dann in Aérospatiale umbenannt wurde. Am 10. Juli 1970 erreichte er sein Ziel durch die Gründung der EADS, heute Airbus, als Zusammenschluss bestehend aus Deutsche Airbus GmbH, einem Konsortium von vier deutschen Herstellern, der spanischen CASA und der französischen Aérospatiale-Matra. Das Flugzeug Airbus A300 war ein bereits zuvor vertraglich vereinbartes Entwicklungsprojekt dieser Partner. Gemeinsames Ziel war der Bau eines modernen, kommerziell erfolgreichen Passagierflugzeugs in einem volumenträchtigen Marktsegment. Henri Ziegler hat dieses Vorhaben gegen zahlreiche Widerstände durchgesetzt. Er wurde zum ersten Vorstandsvorsitzenden der EADS ernannt. 1975 ging er in Pension.

## Ehrungen
Henri Ziegler hat zahlreiche Ehrungen erfahren:
- Großoffizier der Ehrenlegion,
- Kriegskreuz 1939–1945,
- Médaille de la Résistance,
- Legion of Merit der Vereinigten Staaten,
- Kommander des Order of the British Empire,
- Kommander des Royal Victorian Order

Das Airbus Auslieferungszentrum in Toulouse trägt ihm zu Ehren seinen Namen.